# Émilienne de Sère
Émilienne de Sère est une chanteuse d'opérette et de café-concert française active de 1894 à 1904.

## Biographie

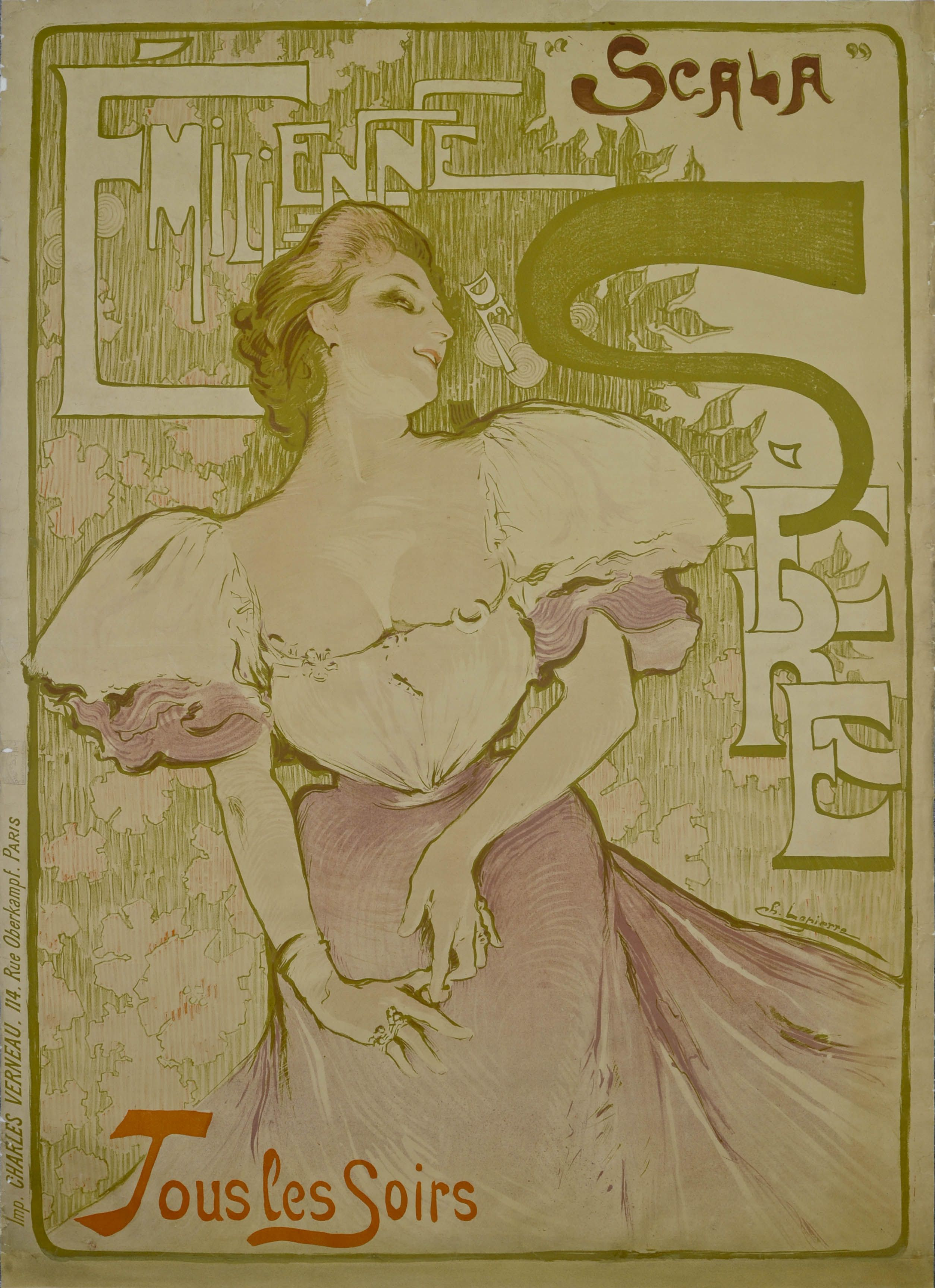
Charles Lapierre : Émilienne de Sére, la Scala, affiche, v. 1900.

Émilienne de Sère débute aux Menus-Plaisirs dans la revue Que d'eau ! Que d'eau !. Elle passe ensuite sur diverses autres scènes et chante dans les salons parisiens. Elle entre au Théâtre-Moderne, d’où elle part pour Bucarest, où on lui offre un engagement avantageux. À son retour, elle reste éloignée du théâtre. Édouard Marchand l’engage pour la  saison de Trouville, et la Scala en 1895,. 
Elle chante au Casino de Paris en 1898 et crée le rôle de Thaïs dans la fantaisie-bouffe Othello chez Thaïs, aux Bouffes de Bordeaux la même année. 
Elle chante à l'Alcazar de Bruxelles, et au Salone Margherita (it) à Naples, en 1899 ; au théâtre Aumont (ru) à Moscou en 1900 ; à l'Alcazar de Marseille en 1901, ; à Rome, à Naples, au Kursaal ou Nouveau-Théâtre à Genève,, au Palace-Theatre à Londres en 1902, puis à Düsseldorf, Berlin et Vienne et au Central-Théâtre à Leipzig en 1903.
Elle mène la revue Bruxelles ! tout  le monde… monte, au Cirque Royal à Bruxelles pendant 3 mois en 1904,. Elle chante au Palace-Theatre à  Londres en 1904.